# Tomahawk (achtbaan)
Tomahawk is een junior houten achtbaan in het Spaanse pretpark PortAventura Park gelegen in Salou-Villa Seca. De achtbaan is gebouwd door CCI en ontworpen door Dennis McNulty en Larry Bill. De opening van de achtbaan vond plaats op 17 maart 1997, 2 jaar na de opening van het park.
De 2 banen van Stampida kruisen ook Tomahawk waardoor een mooi geheel van 3 houten achtbanen ontstaat.

## Beknopte beschrijving
De achtbaan Tomahawk is een kleinere versie van de houten achtbaan, bestemd voor jongere kinderen.
Bij de bouw van de achtbanen van Stampida werd besloten deze derde achtbaan erin te verwikkelen waardoor de 3 houten parcours elkaar onderling kruisen.
| Park                | PortAventura         |
| Themagebied         | Far West             |
| Maximumsnelheid     | 48 km/h              |
| Aantal treinen      | 2 treinen in circuit |
| Inversies, loopings | Geen                 |
| Expressservice      | Nee                  |
| Foto tijdens rit    | Ja                   |
| Video tijdens rit   | Nee                  |